# استعمال از بینی

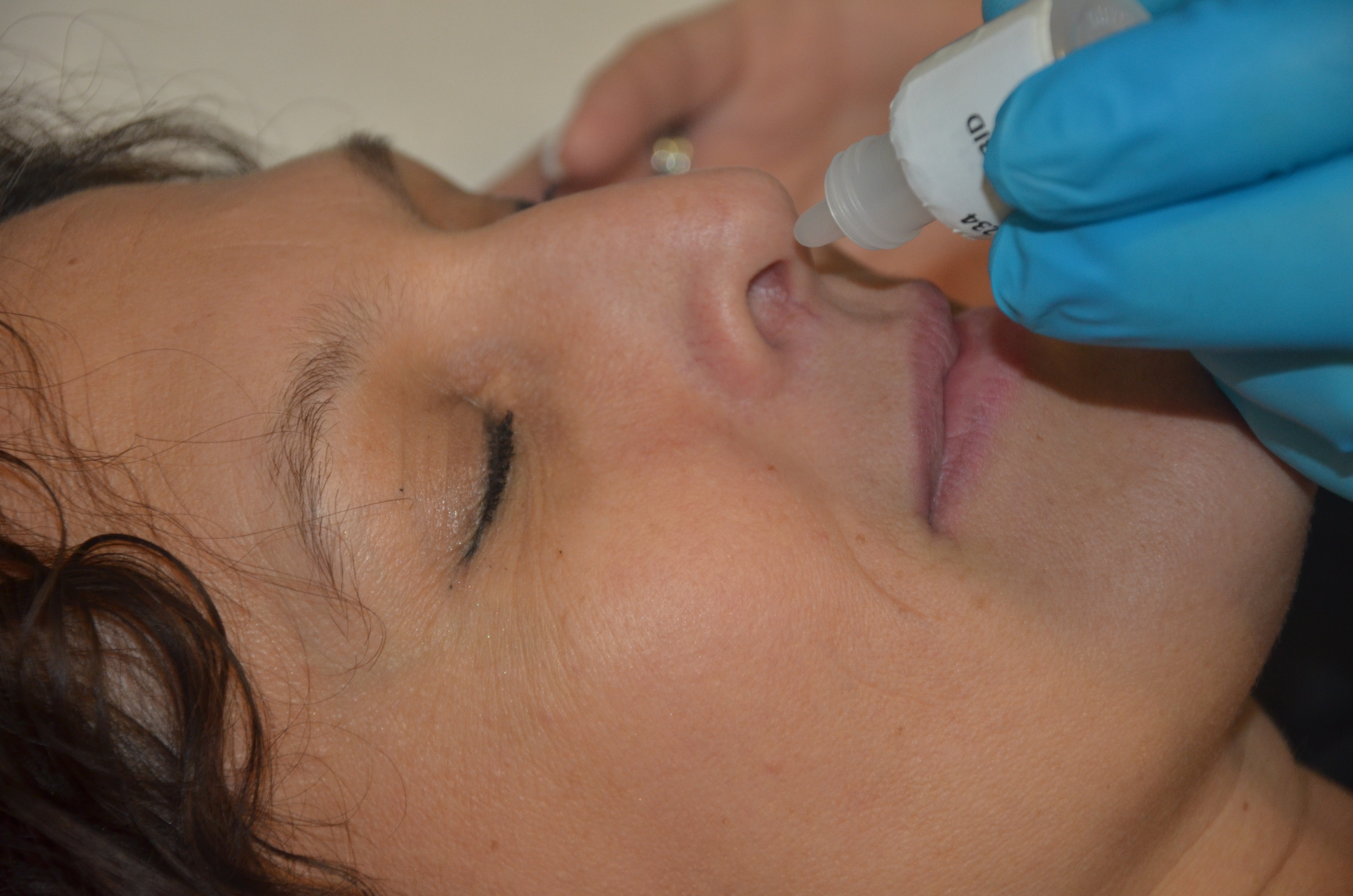
استفاده از قطره بینی

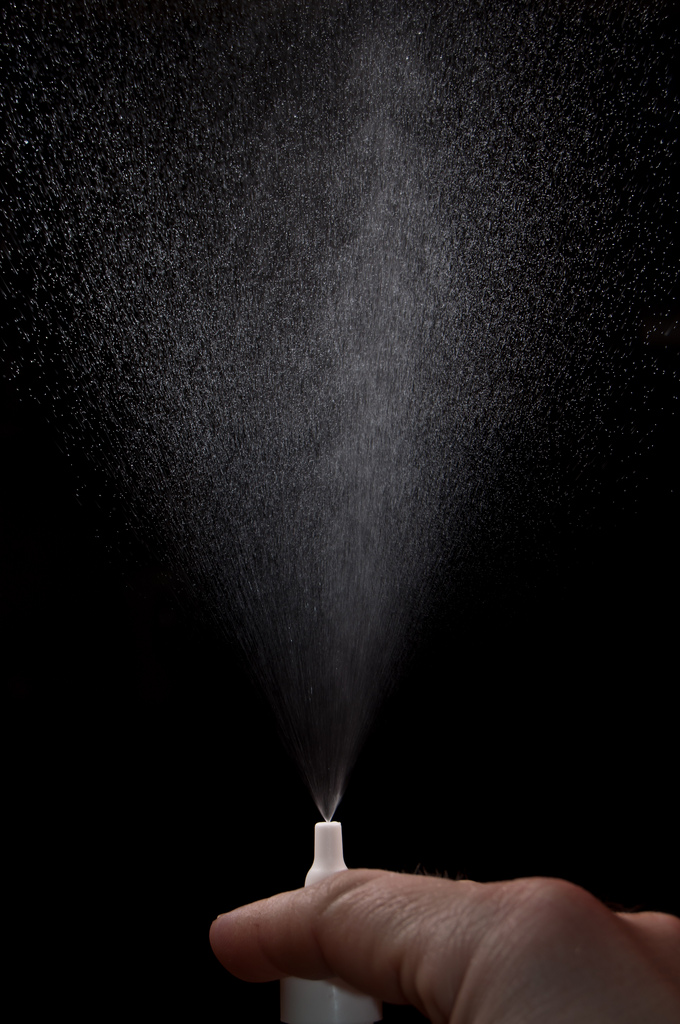
فشردن یک اسپری بینی

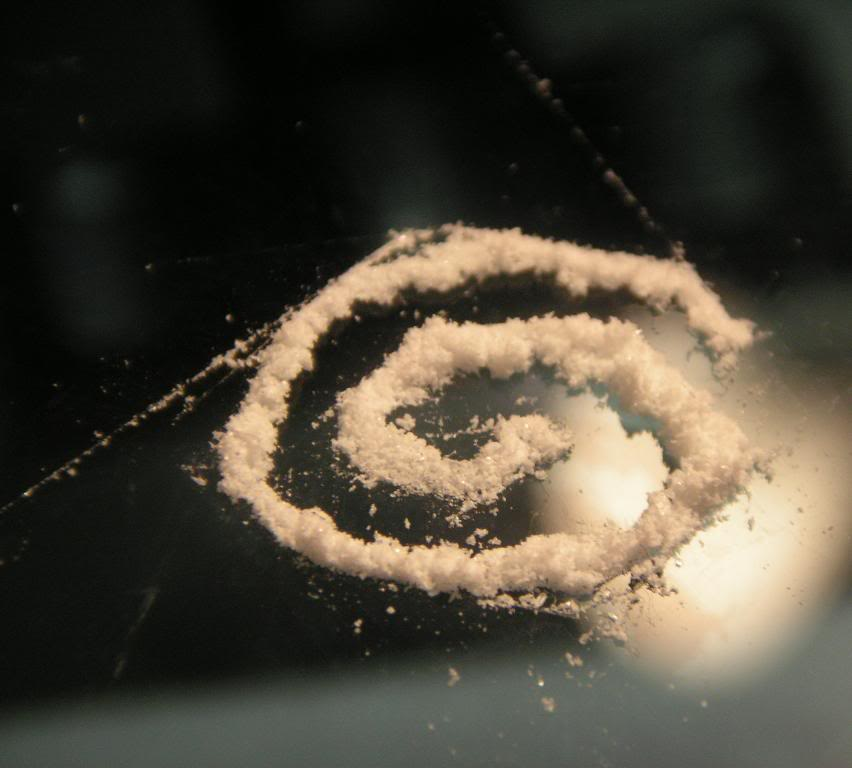
کتامین که یک داروی بی‌هوش کننده است، به صورت تفریحی مورد استفاده قرار می‌گیرد و مانند کوکائین مصرف می‌شود

استعمال از بینی یا مصرف از بینی (به انگلیسی: Nasal administration) یک روش مصرف دارو، واکسیناسیون یا ترکیبات سایکو اکتیو مانند کوکائین و کتامین است. در این روش با دمیدن، ماده از طریق بینی وارد بدن می‌شود.

داروی مورد نظر می‌تواند داروی موضعی یا داروی سیستمیک باشد، همچنین مانند داروهایی که هردو اثر موضعی و سیستمیک را دارند.

اسپری‌های بینی به صورت موضعی عمل می‌کنند مانند ضد احتقان‌ها که برای سرماخوردگی و حساسیت استفاده می‌شوند و اثرات سیستمیک آن‌ها حداقل می‌باشد.

از داروهای سیستمیک فعال که به‌شکل اسپری‌های بینی در دسترس هستند به‌عنوان مثال می‌توان به داروهای درمان میگرن، درمان جایگزینی نیکوتین و داروهای هورمونی اشاره کرد.
لازم است ذکر شود که بسیاری از داروها قابل استعمال از بینی هستند و ممکن است اثرات دردناک، خطرناک یا حتی مرگ‌آور داشته باشند.
اما با اين حال تمامي قرص هاي ارامش بخش را مي توان به راحتي همچون مانند كوكائين اسنيف كرد.